# Phil May
Philip John „Phil” May (ur. 30 września 1944 w Blackpool w Anglii, zm. 30 listopada 2014 w Claremont, przedmieściu Perth) – australijski lekkoatleta, mistrz Igrzysk Brytyjskiej Wspólnoty Narodów i olimpijczyk w trójskoku, przedsiębiorca.
Na przełomie lat 60. i 70. dominował w rywalizacji krajowej na skoczniach lekkoatletycznych w Australii, sięgając po cztery tytuły mistrzowskie w skoku w dal (1965, 1969–1971) i sześć w trójskoku (1966–1969, 1971, 1973); stawał też wielokrotnie na niższych stopniach podium (wicemistrzostwo w skoku w dal 1966, 1967, 1973, wicemistrzostwo w trójskoku 1970, 1974, 1976, 3. miejsce w skoku w dal 1964, 1968, 3. miejsce w trójskoku 1965, 1975). Poza skoczniami startował jako sprinter. Reprezentował barwy klubu Glenhuntly Athletics Club.
Występował z powodzeniem w zawodach międzynarodowych. Na Igrzyskach Imperium Brytyjskiego i Wspólnoty Brytyjskiej w Kingston (1966) był 6. w skoku w dal i 10. w trójskoku. W 1968 na igrzyskach olimpijskich w Meksyku startował tylko w trójskoku, zajmując 6. miejsce z wynikiem 17,02 m i wyprzedzając o jedną lokatę broniącego tytułu Józefa Szmidta. Rok później został potrójnym mistrzem igrzysk Konferencji Pacyfiku w Tokio – w skoku w dal, trójskoku i sztafecie 4 × 100 metrów. Na Igrzyskach Brytyjskiej Wspólnoty Narodów w Edynburgu (1970) wygrał trójskok, a w skoku w dal został wicemistrzem (przegrał tylko z Lynnem Daviesem z Walii). Australijska sztafeta 4 × 100 metrów z jego udziałem nie ukończyła biegu eliminacyjnego. Poważny uraz stopy w 1971 zahamował jego karierę, ale zdołał jeszcze sięgnąć po brąz w trójskoku na igrzyskach Konferencji Pacyfiku w 1973. Ostatni znaczący występ na arenie międzynarodowej May zaliczył w 1974 na kolejnych Igrzyskach Brytyjskiej Wspólnoty Narodów w nowozelandzkim Christchurch, plasując się na 5. miejscu w trójskoku.
Jego olimpijski wynik z 1968 (17,02 m) pozostawał do 1980 rekordem Australii w trójskoku. Dodać należy, że konkurs w Meksyku stał na wyjątkowo wysokim poziomie – w dniu rozpoczęcia igrzysk rekord świata Szmidta wynosił 17,03 cm i został poprawiony już w eliminacjach przez Włocha Gentilego, a w walce o medale aż czterech zawodników skoczyło jeszcze dalej (w tym również sam Gentile, ostatecznie brązowy medalista). 2 stycznia 1965 w Perth May wyrównał rekord Australii w skoku w dal wynikiem 7,71 m. 
Po zakończeniu występów zawodniczych udzielał się jako trener, w tym w latach 1977–1983 odpowiadał za kadrę narodową. Uważany za czołowego lekkoatletę Australii Zachodniej, w 1998 został wprowadzony do sportowej Hall of Fame tego stanu.
W 1991 z Patrią Jaffries założył sieć franczyzowych kawiarni Dome, pierwszy lokal otworzyli na przedmieściu Perth Cottesloe. May był współwłaścicielem sieci do 2003.